# القصة المصورة
القصة المصورة إن القصة المسرحية أو الرسم التخطيطي الأدبي أو مجرد رسم تخطيطي هي قطعة من الكتابة تكون عمومًا أقصر من القصة القصيرة وتحتوي على القليل جدًا من الحبكة إن وجدت. تم اختراع النوع الأدبي بعد القرن السادس عشر في إنجلترا نتيجة الاهتمام العام المتزايد بالتصوير الواقعي للأماكن «الغريبة» وكان المصطلح الأكثر استخدامًا في أواخر القرن التاسع عشر. كعمل أدبي غالبًا ما يشار إليه أيضًا ببساطة باسم الرسم التخطيطي.

## أسلوب
الرسم التخطيطي وصفي بشكل أساسي، إما للأماكن (رسم تخطيطي للسفر) أو للأشخاص (رسم تخطيطي للشخصية). من الواضح أن كتاب الرسومات التخطيطية مثل واشنطن إيرفينغ استخدموا الفنان كنموذج. قصة الرسم هي شكل هجين. قي يحتوي القليل من الحبكة أولا يحتوي على أي حبكة، وبدلًا من ذلك يصف انطباعات الأشخاص أو الأماك، وغالبًا ما يكون لهجة غير رسمية.
في القرن التاسع عشر، يتم نشر القصص التخطيطية بشكل متكرر في المجلات قبل ان تفقد شعبيتها. ثد تركز مثل هذه القصص على اللحظات الفردية وتترك القارئ يتخيل بنفسه الأحداث التي أدت إلى هذه المناسبة ويتساءل عن الأحداث التي ستتبعها. استخدم الكتاب من شيروود أندرسون إلى جون أبدايك هذه النموذج، غالبًا باعتباره هجينًا. باختصار تهدف القصة التخطيطية إلى الإيحاء بدلًا من التوضيح.

## الاستخدام الحديث
في الاستخدام الحديث، يشمل مصطلح «القصة القصيرة» ماكان يُغرف سابقًا باسم «الرسم التخطيطي».

## كتَاب مشهورون لقصص تخطيطية
أنطون تشيخوف (1904-1860): كاتب ومسرحي روسي بارز في القصة القصيرة. غالبًا ما يكون الهدف من قصة تشيخوف النموذجية هو ما يحدث داخل شخصية معينة ويتم نقبل ذلك بشكل غير مباشر عن طريق الاقتراح أو بتفاصيل مهمة. يتجنب تشيخوف التراكم التقليدي للتفاصيل الزمنية وبدلًا من ذلك يركز الإضاءة على مدى فترة زمنية أقصر بكثير.
واشنطن ايرفينغ (1859-1783): الأكثر شهرة لكتاب سكيتش جيفري كرايون، وهو كتاب من ثلاثين مقالة وقصة قصيرة.
هنري لوسون معروف بقصصه التخطيطية والعديد منها يظهر شخصيات متكررة مثل جاك ميتشيل وستليمان وسميث. في عام 1933 , أشاد إدوارد غارنيت بروسومات لوسون ولاحظ ذات مرة أن «لوسون يحصل المزيد من الملاحظة والجو في الصفحة ـكثر من همنغواي». كان لوسون، نفسه من أشد المؤمنين بمزايا «الرسم التخطيطي».
اعتقدت أن القصة القصيرة هي لعبة رجل كسول، تأتي في المرتبة الثانية بعد الشعر «الحر» مقارنة بالرسم التخطيطي. لكي يكون الرسم جيدًا حقًا، يجب أن يكون جيدًا في كل سطر. لكن قصة الرسم هي الأفضل على الإطلاق.
ساكي (1961-1807) كاتب هداءي إداوردي، نُشر لأول مرة في صحيفة وستمنتر جازيت. تم جمع قصصه القصيرة ككتب لاتزال تُطبع بعد 100 عام. كانت رسوماته النيابية شائعة في ذلك الوقت.
سعدات حسن مانتو (1912-1955): بدمج التحليل النفسي مع السلوك البشري، يمكن القول إن مانتو كان أحد أفضل رواة القصص القصيرة في القرن العشرين، وواحد من أكثرهم للجدل أيضَا. عندما يتعلق الأمر بتأريخ الجنون الجماعي الذي ساد، أثناء وبعد تقسيم الهند عام 1947 , لايوجد كاتب آخر يقترب من أعمال سادات حسن مانتو.
إيفان كانكار (1878-1918): مساهم رئيسي في الأدب السلوفيني الحداثي، اشتهر برسوماته الرمزية وقصصه القصيرة الأخرى.